# José Leite Lopes
José Leite Lopes (* 28. Oktober 1918 in Recife; † 12. Juni 2006 in Rio de Janeiro) war ein brasilianischer theoretischer Physiker, der sich mit Quantenfeldtheorie und Elementarteilchenphysik befasste.

## Leben und Wirken
Lopes studierte zunächst Technische Chemie in Pernambuco, wechselte aber nach einem Treffen mit Mário Schenberg 1937 zur Physik an die Universität Sao Paulo und ab 1940 an die Universität von Rio de Janeiro mit dem Abschluss 1942. In 1944 ging er an die Princeton University, wo er 1946 bei Wolfgang Pauli promoviert wurde. Er wurde Professor für theoretische Physik in Rio. 1949 gründete er mit César Lattes das Centro Brasileiro de Pesquisas Físicas (CBPF) in Rio. Im selben Jahr besuchte er auf Einladung von Robert Oppenheimer das Institute for Advanced Study und 1957 war er Gastwissenschaftler bei Richard Feynman am Caltech.
1960 bis 1963 organisierte er die Lateinamerikanische Schule für Physik in Rio, wo unter anderem Feynman und Chen Ning Yang Vorlesungen hielten. 1962 bis 1964 organisierte er das Physik-Institut der neu gegründeten Universität von Brasília. Nach dem Militärputsch in Brasilien 1964 ging er an die Universität Paris-Süd in Orsay zu Maurice Lévy. 1968 kehrte er nach Rio zurück und war Direktor des Instituts für Physik der Universität, wurde aber von der Militärregierung 1969 seiner Ämter enthoben und ging in die USA (Gastprofessor an der University of Pittsburgh 1969/70) und dann nach Frankreich, wo er 1970 bis 1985 Professor an der Universität Straßburg war (bis 1974 zunächst als Gastprofessor) und für das CNRS forschte. 1986 kehrte er nach Brasilien als Direktor des CBPF zurück (nachdem er dort kurzzeitig schon 1981 war).
Ende der 1950er Jahre war er einer derjenigen, die Versuche der Vereinigung von elektromagnetischer und schwacher Wechselwirkung unternahmen (in diesem Zusammenhang sagte er auch ein schweres Vektorboson voraus als Austauschteilchen der schwachen Wechselwirkung, mit der 40-60fachen Masse des Protons). Er war damit seiner Zeit voraus (die Vereinheitlichte Theorie der Elektroschwachen Wechselwirkung wurde durch Sheldon Lee Glashow, Abdus Salam und Steven Weinberg in den 1960er Jahren entwickelt). Neben Hochenergiephysik befasste er sich auch mit Kernphysik.
1967 bis 1971 war er Präsident der Sociedade Brasileira de Física (Brasilianische Physikalische Gesellschaft).
Er veröffentlichte 22 Bücher teilweise populärwissenschaftlicher Natur. In Straßburg war er Gründer der Zeitschrift Cahiers Fundamenta Scientiae.

## Ehrungen
- 1988 Carneiro Felipe Medaille (Brasilien)
- 1989 Ordre des Palmes Académiques (Frankreich)
- 1989 Ordre national du Mérite (Frankreich)
- 1993 Preis für Wissenschaft und Technologie (Mexiko)
- 1999 Wissenschaftspreis der UNESCO
- Großkreuz des Ordem Nacional do Mérito Científico (Brasilien)

## Schriften
- Idéias e Paixoes (Ideen und Leidenschaften). CBPF 1999